# فوجيكاوا
فوجيكاوا  هي بلدية في اليابان، وبلدة في اليابان، تقع في مقاطعة ميناميكوما، بلغ عدد سكانها 14,744  نسمة وذلك حسب إحصائيات سنة 2018، تبلغ مساحتها 111.98 كيلومتر مربع.

## أعلام
- يوشيفومي كاشيوا